# Tratado de Königsberg (1384)

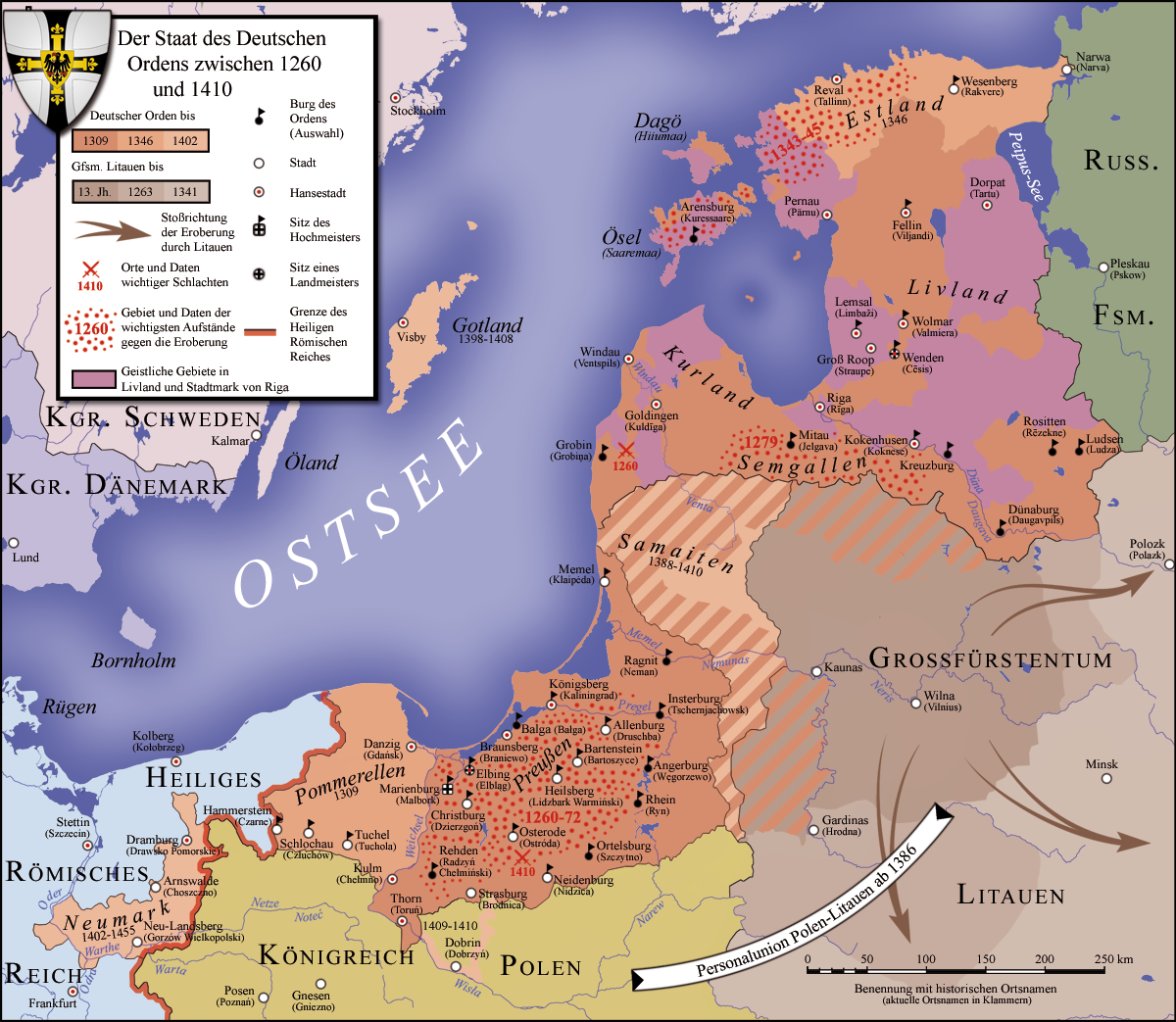
Mapa del Estado monástico de los Caballeros Teutónicos, de 1260 a 1410.

El Tratado de Königsberg lo firmaron en la ciudad que le da nombre el 30 de enero de 1384, durante la guerra civil lituana de 1381-1384, Vitautas el Grande y representantes de la Orden Teutónica. Vitautas se hallaba en guerra con su primo Jogaila, gran duque de Lituania y luego  rey de Polonia, y en consecuencia decidió coligarse con los Caballeros teutónicos. Para granjearse su auxilio en la contienda, les cedió Samogitia hasta el río Nevėžis y Kaunas. Jogaila les había ofrecido la región hasta el Dubysa en 1382, pero nunca llegó a ratificar el Tratado de Dubysa. La importancia de Samogitia para los Caballeros residía en que este territorio les separaba de la Orden Livonia, cuyos territorios lindaban con ella por el norte. Vitautas también se comprometió a hacerse vasallo de la Orden. En febrero varias comarcas samogitias se pronunciaron en favor de Vitautas y de los Caballeros.
El 16 de julio de 1384 Vitautas confirmó el Tratado de Königsberg en Nuevo Marienverder, una nueva fortaleza construida junto al río Niemen. Sin embargo, quedó anulado cuando Vitautas y Jogaila se reconciliaron ese mismo mes. Vitautas incendió varios castillos teutónicos y volvió a Lituania. Luego, en la guerra civil de 1389-1392, volvió a solicitar la colaboración de los Caballeros. Firmó con ellos el Tratado de Lyck el 19 de enero de 1390, que reiteraba lo dispuesto en el de Königsberg de 1384, pero volvió a romper la liga en 1392. Vitautas entregó Samogitia a los Caballeros dos veces más: en el Tratado de Salynas de 1398 y en el de Raciąż de 1404. 
Los historiadores Danilevičius (lituano) y Koneczny (polaco) dudan de la autenticidad del tratado y creen que podría ser una falsificación de los teutónicos.